# Jagoda u supermarketu
Pour plus de détails, voir Fiche technique et Distribution.
Jagoda u supermarketu (Јагода у супермаркету) est un film serbe réalisé par Dušan Milić, sorti en 2003.

## Synopsis
Une caissière de supermarché insulte la grand-mère d'un ex-soldat, celui-ci prend le magasin en otage.

## Fiche technique
- Titre : Jagoda u supermarketu
- Titre original : Јагода у супермаркету
- Réalisation : Dušan Milić
- Scénario : Dušan Milić
- Musique : Nele Karajlić et Dejan Sparavalo
- Photographie : Petar Popović
- Montage : Svetolik Zajc
- Production : Emir Kusturica
- Société de production : Fandango, Pegasos Film et Rasta Films
- Pays :  Serbie,  Allemagne,  Macédoine du Nord et  Italie
- Genre : Action et comédie
- Durée : 83 minutes
- Dates de sortie : 
  - Serbie : 6 février 2003

## Distribution
- Branka Katić : Jagoda
- Srdjan Todorovic : Ratnik
- Dubravka Mijatovic : Ljubica
- Danilo Lazovic : le chef des forces spéciales
- Goran Radakovic : Nebojsa
- Mirjana Karanović : la propriétaire du supermarché
- Nikola Simic : Kobac
- Zorka Manojlovic : la grand-mère

## Distinctions
Le film a été présenté en sélection officielle lors de la Berlinale 2003 dans la section Panorama.